# Oelde
Oelde település Németországban, azon belül Észak-Rajna-Vesztfália tartományban. Lakosainak száma 29 783 fő (2023. december 31.). Oelde Rheda-Wiedenbrück, Herzebrock-Clarholz, Beelen, Ennigerloh, Beckum, Wadersloh és Langenberg községekkel határos.

## Népesség
A település népességének változása:
| Lakosok száma | 27 126 | 29 297 | 29 209 | 29 326 | 29 210 | 29 644 | 29 783 |
|               | 1975   | 2012   | 2017   | 2019   | 2021   | 2022   | 2023   |